# Yunguyo
Yunguyo è un comune del Perù, situato nella Regione di Puno e capoluogo della Provincia di Yunguyo.